# Herminia antiopis
Herminia antiopis là một loài bướm đêm trong họ Noctuidae.